# 山口嘉三
山口 嘉三（やまぐち よしぞう、1946年〈昭和21年〉10月26日 - ）は、日本の男性俳優、声優。本名は同じ。一時期、山口 将之の芸名で活動していたことがある。

## 来歴・人物
東京都出身。多摩美術大学卒業。劇団昴所属。
特技はラグビー。

## 出演

### テレビドラマ
- 宮本武蔵（1970年）
- プレイガール
  - 第102話「父は過去に何をしていた?」（1971年）
  - 第177話「裸の女をナゼ狙う?」（1972年）
  - 第244話「やわ肌を狙う黒いダニ」（1973年）
- 時間ですよ 第2シリーズ（1972年）
- 火曜日の女シリーズ→土曜日の女シリーズ
  - いとこ同士（1972年）
  - 女子高校生殺人事件（1974年） - 竹見
- 特別機動捜査隊（1972年 - 1973年） - 椿刑事
- 中学生日記（1972年）
- マドモアゼル通り（1973年）
- 子連れ狼 第一部 第8話「堺筒」（1973年）
- 電撃!! ストラダ5 第5話「暗殺コンピューターをぶちこわせ!」（1974年）
- 太陽にほえろ!
  - 第94話「裏切り」（1974年） - 下田元
  - 第208話「ひとり立ち」（1976年） - 土屋の知人※山口哲也名義
  - 第484話「青ひげ」（1981年）
  - 第511話「爆発! ロッキー刑事」（1982年） - 丸友商事社員
  - 第645話「ラガーの華麗なプレー」（1985年） - 大和酒造ラグビー部員
  - 第665話「殉職刑事たちよ、やすらかに」（1985年） - 柏木
  - 第704話「未亡人は十八才」（1986年） - 奥寺一彦
- 高校教師 第14話「バレー部員乱闘事件」（1974年） - 堀田コーチ
- 愛のサスペンス劇場 / 突如として男が（1975年）
- 夜明けの刑事 第35話「塾ブームに殺された先生」（1975年）
- いろはの"い"（1976年）
  - 第3話「でくのぼう」 - 久保正雄
  - 第26話「スキャンダル」
- 華麗なる刑事 第23話「女豹走る!」（1977年） - 三杉刑事の婚約者
- 赤い激突 第1話「帰ってきた家族の中の悪魔」（1978年）
- 明日の刑事 第90話「刑事課長死す・日の出署よ永遠に」（1979年）
- ザ・スペシャル 青春の昭和史Ⅱ三十秒の狙撃兵（1979年12月20日、テレビ朝日） - 清水達雄
- Gメン'75（1980年）
  - 第271話「警視庁パトカー盗難事件」 - 杉野巡査
  - 第283話「オホーツク海の幽霊船」 - 荒巻次郎
- 天皇の料理番 第17話「ザリガニと天皇の料理番」（1981年）
- 必殺シリーズ
  - 必殺仕舞人 第5話「津軽じょんがら嘆きのひと節 -青森-」（1981年） - 早雲（誠二郎）
  - 必殺仕事人V・激闘編 第25話「主水、紫陽花の下に金を隠す」（1986年） - 平岡誠三郎
- 日立スペシャル / 空よ海よ息子たちよ（1981年）
- 土曜ワイド劇場
  - 超高層ホテル殺人事件（1982年）
  - 松本清張の葦の浮船（1984年）
  - 松本清張の高台の家（1985年）
  - 新人歌手スキャンダル殺人事件（1985年）
  - 千草検事シリーズ 第2作「青いカラス連続殺人」（1986年）
  - 桜島1000キロ殺人空路（1990年）
  - 西村京太郎トラベルミステリー 第21作「上信越、湯煙り殺人ルート」（1992年） - 土田貢
  - 厄除け商売繁盛殺人事件 第1作（1994年）
  - ダイエット三姉妹の旅情事件簿 第1作（1997年）
  - 繭の密室連続殺人事件（1998年）
  - 殺人迷宮課の名警部（1998年）
  - 二重証言の妻（1999年）
  - 温泉若おかみの殺人推理 第9作（2000年） - 琴平北署刑事課長
- 赤かぶ検事奮戦記II 第8話「雪の夜の鬼殺し」（1982年）
- 花王 愛の劇場 / 赤い関係（1982年）
- ザ・サスペンス
  - 十津川警部シリーズ 第1作「特急さくら殺人事件」（1982年）
  - 山之内家の惨劇（1983年）
  - 啜り泣く石（1984年）
- 大河ドラマ
  - 徳川家康（1983年） - 本多平八郎
  - 山河燃ゆ（1984年） - 三浦伍長
  - 徳川慶喜（1998年） - 真木和泉
  - 軍師官兵衛（2014年）
- 特捜最前線（1985年）
  - 第402話「雪明りの証言者!」
  - 第432話「美人ヘッドハンターの完全犯罪!」
  - 第440話「結婚したい女・ハイミスOLの報復」
- 乳姉妹（1985年）
- 真田太平記（1985年） - 三宅清太夫
- 誇りの報酬 第15話「刑事になった理由」（1986年） - 所轄署刑事
- 水曜ドラマスペシャル→月曜ミステリー劇場
  - 山陰殺人事件（1986年）
  - 税務調査官・窓際太郎の事件簿 第10作（2003年） - 坂口信三
- 女ともだち（1986年）
- 暴れん坊将軍II 第171話「恋の九十九里、地獄花!」（1986年） - 板倉兵庫助
- ジャングル 第15話「逮捕! 爆破魔」（1987年） - 医師
- 仮面ライダーBLACK 第22話「パパを襲う黒い影」（1988年） - 坪田博士　※山口将之名義
- はぐれ刑事純情派
  - 第2シリーズ 第6話「老いらくの恋殺人事件」（1989年）
  - 第4シリーズ（1991年）
    - 第1話「帰ってきた娘の婚約者 安浦刑事の旧友が殺人!?」
    - 第24話「女検事の恋・ラブホテルで殺された少年」 ‐ 松田恭助

  - 第5シリーズ 第7話「虚栄の果て・山の手夫人の完全犯罪!?」（1992年）
  - 第11シリーズ 第9話「死体に万札が!? 貸し渋った男」（1998年）
- 火曜サスペンス劇場
  - 最終電車を待つ女 たった一枚の写真が、はかない夢を追う主婦の運命を変えた（1989年）
  - 小京都ミステリー
    - 第14作「山陰但馬殺人事件」（1995年）
    - 第25作「越中落人伝説殺人事件」（1999年） - 田中春彦

  - アリバイの穴（1997年）
  - 待っている妻（1997年）
  - ひとことの罪（1999年）
  - 身辺警護
    - 第4作（1999年） - 中島刑事課長
    - 第8作（2001年）

  - 妻たちの戦争（2000年）
  - 温泉若おかみの殺人推理 第9作（2000年） - 琴平北署刑事課長
- スクールウォーズ2（1990年）
- 七人の女弁護士 第1シリーズ 第6話「美人外科医の完全犯罪! 暴かれたスキャンダル」（1991年） - 新藤洋平
- メタルヒーローシリーズ
  - 特救指令ソルブレイン 第26話「罠をしかけた刑事」（1991年） - 木崎靖夫
  - 特捜エクシードラフト 第14話「遥かなる家路」（1992年） - 工藤留三
  - 特捜ロボ ジャンパーソン 第26話「超速カーバトル」（1993年） - 二階堂晋太郎
  - ブルースワット 第1話「ビギニング!!」（1994年） - 不破
- 刑事貴族3 第20話「神様なんて信じない」（1992年）
- ラブストーリーを君に'92 / 「何も言えなくて」（1992年）
- 特選! 黒のサスペンス / 帰らざる旅（1993年）
- はだかの刑事（1993年）
- HOTEL 第3シリーズ （1994年）
  - 第8話「にせベルガール」 - 翔太の父親
  - 第21話「写真集万引き事件」 - 香坂
- 金曜エンタテイメント→金曜プレステージ
  - 松本清張スペシャル・火と汐（1996年） - 井原
  - 赤い霊柩車シリーズ 第14作「完全犯罪を狙った女」（2001年） - 中田警部
  - 銭女（2014年）
  - 医療捜査官 財前一二三 第5作「湯けむりに沈む殺意! 温泉病院殺人事件」（2014年） - 由津木邦正
- 影武者徳川家康（1998年） - 加藤清正
- 虹色定期便（1999年） - 植島寛太郎
- 女と愛とミステリー→水曜ミステリー9
  - 海の沈黙（2001年）
  - 落としの鬼 刑事 澤千夏 第1作（2012年） - 大牟田康志
- テレビ東京21世紀特別企画 / 天国までの百マイル（2001年）
- 海猿（2002年）
- 夢よもっと速く（2004年）
- 土曜サスペンス / 弁護士・七尾響子（2006年）

### 映画
- 野獣狩り（1973年）
- 青春の蹉跌（1974年） - 刑事
- 生きてみたいもう一度 新宿バス放火事件（1985年）

### テレビアニメ
- まんが日本絵巻（1977年 - 1978年、平敦盛、源義経、中山作之助、俵藤太、ジョン万次郎、三郎、天草四郎時貞、和藤内、吉三郎、怒り上戸、市蔵、武芸者、馬締鉄之介、藤原宣孝）
- 名探偵コナン（1997年 - 2000年、南条隼人、籔内秀和、不動産屋、野田一雄）
- 週刊ストーリーランド（2000年 - 2001年、B国代表、政治家2、ブラックマーケット2、刑事A）

### 吹き替え

#### 映画
- アウトライブ -飛天舞-（タルガ）
- 小びとの森の物語（クウェクストン〈ショーン・マックローリー〉、ポール、フクロウ）※ビデオ版
- ゴリラ
- コロンブス
- 大空港
- 宝島（リヴジー医師〈デニス・オディア〉）※VHS版
- トーク・レディオ ※TBS版
- 靴をなくした天使（チック〈トム・アーノルド〉）※ソフト版
- 難破船（タルケーブ〈アントニオ・チファリエッロ〉）
- ノーマンズ・ランド ※テレビ朝日版
- フォロウィング
- ペリカン文書（ギャヴィン・ヴァーヒーク〈ジョン・ハード〉）※ソフト版
- マイ・サイエンス・プロジェクト（イザドア・ナルティ刑事〈リチャード・メイサー〉）※バンダイ版

#### テレビドラマ
- ER緊急救命室シーズン5 - 6・9（カール・デラード〈ジョン・ドーマン〉）
- 私はケイトリン（ワトソン先生）

### CM
- 静岡トヨペット
- 清水ハウス
- パナソニック Jコンセプト

### 舞台
1978年
- 動物園物語（ジェリー）

1979年
- 海は深く青く（フィリップ・ウェルチ）

1980年
- 誰か一人があなたの子（ミケーレ）

1981年
- ダウイー夫人の勲章（ケネス・ダウイー）
- ジュリアス・シーザー（1981年 - 1982年、マーカス・ブルータス）

1982年
- ヘンリー四世（ヘンリー・パーシー (ホットスパー)）

1983年
- ヴェニスの商人（アントーニオー）

1984年
- ハムレット（ハムレット）

1985年
- ウィンズロウ・ボーイ（1985年 - 1986年、ジョン・ウォザストーン）

1986年
- マクベス（マルコム）

1987年
- オセロー（キャシオー）
- 世阿彌

1988年
- どん底（ペーペル）
- ロミオとジュリエット（マキューショー）

1989年
- リチャード三世（ヘイスティングズ卿）
- 旦那さまは狩りにお出かけ

1990年
- 飢餓海峡
- マリー・ローランサン物語

1992年
- ニノチカ（1992年 - 1996年）

1993年
- 八人の犬士たち
- 児島源治郎氏の遺言

1994年
- リチャード二世（オーマール公）
- ヴァイキング-ヘルゲランの勇者たち

1995年
- ハムレット（1995年 - 1998年、ホレーシオ）
- ピアフ

1996年
- テムペスト（セバスティアン）

1998年
- プレイング・フォア・タイム-命を奏でて-（チェス男2）

2000年
- 肉体の清算（ヘンリー）

2001年
- 火計り〜四百年の肖像〜（島津義弘）
- アルジャーノンに花束を（父親マット）
- モダンガール（クラーク・河上）

2002年
- 転落（ライマン･フェルト）
- メアリーという名の姉

2003年
- オンディーヌ（2003年 - 2017年）

2004年
- コリオレイナス（タイタス・ラーシャス）

2007年
- 鹿鳴館（2007年 - 2013年）
- 解ってたまるか!（2007年 - 2012年）
- ウエスト・サイド・ストーリー（2007年 - 2010年）
- エクウス（2007年 - 2010年）

2008年
- ミュージカル異国の丘（宋子明）
- ミュージカル 李香蘭（2008年 - 2022年）
- トロイ戦争は起こらないだろう（2008年 - 2009年）

2009年
- 河の向こうで人が呼ぶ（吉野均）
- ミュージカル 夢から醒めた夢（2009年 - 2013年）

2012年
- 石棺-チェルノブイリの黙示録-（原発所長）

2014年
- ラインの監視（ジョーゼフ）

2016年
- ヴェニスの商人（シャイロック）
- 思い出を売る男（2016年 - 2017年）
- この生命誰のもの
- アンチゴーヌ

2017年
- ミュージカル 夢から醒めた夢（2017年 - 2021年、老人）

2018年
- 評決 The Verdict（エドガー・コンキャノン）